# Ligue A (damer)
Ligue A är namnet på den högsta serien inom volleyboll för damer i Frankrike. Tidigare namn har varit Pro A (1998/2009), Nationale A3 (1983/1998), Nationale 1 och Division 1. Den näst högsta serien heter Élite. RC Cannes är med 21 segrar det mest framgångsrika laget.

## Segrare
| År        | Segrare                                            | Tvåa                                               | Trea                                               |
| --------- | -------------------------------------------------- | -------------------------------------------------- | -------------------------------------------------- |
| 1941      | Villa Primerose Bordeaux                           |                                                    |                                                    |
| 1942      | Villa Primerose Bordeaux (2)                       |                                                    |                                                    |
| 1943      | AS Cannes                                          |                                                    |                                                    |
| 1944      | Genomfördes inte                                   |                                                    |                                                    |
| 1945      | Paris UC                                           |                                                    |                                                    |
| 1946      | Racing Club de France                              |                                                    |                                                    |
| 1947      | Racing Club de France                              |                                                    |                                                    |
| 1948      | AS Cannes (2)                                      |                                                    |                                                    |
| 1949      | Montpellier UC                                     |                                                    |                                                    |
| 1950      | Montpellier UC                                     |                                                    |                                                    |
| 1951      | Racing Club de France                              |                                                    |                                                    |
| 1952      | Montpellier UC                                     |                                                    |                                                    |
| 1953      | Racing Club de France                              |                                                    |                                                    |
| 1954      | Racing Club de France                              |                                                    |                                                    |
| 1955      | Racing Club de France                              |                                                    |                                                    |
| 1956      | Racing Club de France                              |                                                    |                                                    |
| 1957      | Montpellier UC                                     |                                                    |                                                    |
| 1958      | Montpellier UC                                     |                                                    |                                                    |
| 1959      | Montpellier UC                                     |                                                    |                                                    |
| 1960      | Stade Français                                     |                                                    |                                                    |
| 1961      | Tourcoing Sports                                   |                                                    |                                                    |
| 1962      | Montpellier UC (7)                                 |                                                    |                                                    |
| 1963      | Tourcoing Sports                                   |                                                    |                                                    |
| 1964      | Tourcoing Sports (3)                               |                                                    |                                                    |
| 1965      | Racing Club de France                              |                                                    |                                                    |
| 1966      | Racing Club de France                              |                                                    |                                                    |
| 1967      | Paris UC                                           | RC Cannes                                          |                                                    |
| 1968      | Paris UC                                           | RC Cannes                                          |                                                    |
| 1969      | Paris UC                                           |                                                    |                                                    |
| 1970      | ASPTT Montpellier                                  |                                                    |                                                    |
| 1971      | ASPTT Montpellier                                  |                                                    |                                                    |
| 1972      | ASPTT Montpellier                                  | RC Cannes                                          |                                                    |
| 1973      | ASPTT Montpellier                                  |                                                    |                                                    |
| 1974      | ASPTT Montpellier                                  | ASU Lyon                                           |                                                    |
| 1975      | ASPTT Montpellier                                  | ASU Lyon                                           | Paris UC                                           |
| 1976      | ASU Lyon                                           | ASPTT Montpellier                                  | Paris UC                                           |
| 1977      | ASPTT Montpellier (7)                              | ASU Lyon                                           | Paris UC                                           |
| 1978      | Paris UC (5)                                       | ASPTT Montpellier                                  | ASU Lyon                                           |
| 1979      | ASU Lyon                                           | ASPTT Montpellier                                  | Paris UC                                           |
| 1980      | ASU Lyon (3)                                       | CSM Clamart                                        | Tourcoing Sports                                   |
| 1981      | CSM Clamart                                        | Paris UC                                           | Tourcoing Sports                                   |
| 1982      | CSM Clamart                                        | Espoirs de France                                  | Paris UC                                           |
| 1983      | CSM Clamart                                        | CASG Paris                                         | Paris UC                                           |
| 1983/1984 | CSM Clamart                                        | CASG Paris                                         | Paris UC                                           |
| 1984/1985 | CSM Clamart                                        | CASG Paris                                         | VGA Saint-Maur                                     |
| 1985/1986 | CSM Clamart (6)                                    | Racing Club de France                              | VGA Saint-Maur                                     |
| 1986/1987 | Racing Club de France                              | CSM Clamart                                        | Stade Français                                     |
| 1987/1988 | Racing Club de France                              | CSM Clamart                                        |                                                    |
| 1988/1989 | Racing Club de France                              | RC Cannes                                          |                                                    |
| 1989/1990 | Racing Club de France                              | Courrières Sp                                      | RC Cannes                                          |
| 1990/1991 | Racing Club de France                              | VBC Riom                                           |                                                    |
| 1992/1993 | Racing Club de France (15)                         | VBC Riom                                           | RC Cannes                                          |
| 1992/1993 | VBC Riom                                           | AS Saint-Raphaël                                   | ASPTT Mulhouse                                     |
| 1993/1994 | VBC Riom                                           | RC Cannes                                          | SES Calais                                         |
| 1994/1995 | RC Cannes                                          | VBC Riom                                           | RC France Villebon                                 |
| 1995/1996 | RC Cannes                                          | VBC Riom                                           | RC France Villebon                                 |
| 1996/1997 | VBC Riom (3)                                       | RC Cannes                                          | ASPTT Mulhouse                                     |
| 1997/1998 | RC Cannes                                          | ASPTT Mulhouse                                     | RC France Villebon                                 |
| 1998/1999 | RC Cannes                                          | ASPTT Mulhouse                                     | USSP Albi                                          |
| 1999/2000 | RC Cannes                                          | RC Villebon 91                                     | AS La Rochette                                     |
| 2000/2001 | RC Cannes                                          | RC Villebon 91                                     | DAM La Rochette                                    |
| 2001/2002 | RC Cannes                                          | RC Villebon 91                                     | DAM La Rochette                                    |
| 2002/2003 | RC Cannes                                          | RC Villebon 91                                     | ASPTT Mulhouse                                     |
| 2003/2004 | RC Cannes                                          | MVS La Rochette                                    | VBC Riom                                           |
| 2004/2005 | RC Cannes                                          | RC Villebon 91                                     | MVS La Rochette                                    |
| 2005/2006 | RC Cannes                                          | MVS La Rochette                                    | Gazélec Béziers                                    |
| 2006/2007 | RC Cannes                                          | ASPTT Mulhouse                                     | USSP Albi                                          |
| 2007/2008 | RC Cannes                                          | ASPTT Mulhouse                                     | USSP Albi                                          |
| 2008/2009 | RC Cannes                                          | ASPTT Mulhouse                                     | Entente Sportive Le Cannet-Rocheville              |
| 2009/2010 | RC Cannes                                          | ASPTT Mulhouse                                     | Entente Sportive Le Cannet-Rocheville              |
| 2010/2011 | RC Cannes                                          | ASPTT Mulhouse                                     | ES Le Cannet-Rocheville                            |
| 2011/2012 | RC Cannes                                          | ASPTT Mulhouse                                     | Béziers Volley                                     |
| 2012/2013 | RC Cannes                                          | Béziers Volley                                     | ASPTT Mulhouse                                     |
| 2013/2014 | RC Cannes                                          | Volley-Ball Nantes                                 | Béziers Volley                                     |
| 2014/2015 | RC Cannes                                          | Entente Sportive Le Cannet-Rocheville              | Stade-Français                                     |
| 2015/2016 | AS Saint-Raphaël (1)                               | RC Cannes                                          | Stade-Français                                     |
| 2016/2017 | ASPTT Mulhouse (1)                                 | Entente Sportive Le Cannet-Rocheville              | -                                                  |
| 2017/2018 | Béziers Volley (1)                                 | RC Cannes                                          | -                                                  |
| 2018/2019 | RC Cannes (21)                                     | Volley-Ball Nantes                                 | -                                                  |
| 2019/2020 | Serien avbröts p.g.a Coronaviruspandemin 2019–2021 | Serien avbröts p.g.a Coronaviruspandemin 2019–2021 | Serien avbröts p.g.a Coronaviruspandemin 2019–2021 |
| 2020/2021 | ASPTT Mulhouse (2)                                 | Béziers Volley                                     | Volley-Ball Nantes                                 |
| 2021/2022 | Volero Le Cannet                                   | ASPTT Mulhouse                                     |                                                    |
| 2022/2023 | Volero Le Cannet (2)                               | Volley Mulhouse Alsace                             |                                                    |
| 2023/2024 | Levallois Paris Saint-Cloud                        | Neptunes de Nantes                                 |                                                    |
| 2024/2025 | Levallois Paris Saint-Cloud (2)                    | Neptunes de Nantes                                 |                                                    |